# 東信電訊
東信電訊股份有限公司（英語：MOBITAI Communications Co., Ltd.）是臺灣的行動電信公司，服務範圍為台灣中部地區（苗栗縣、台中市、彰化縣、南投縣、雲林縣等），獲配行動電話門號冠碼為0931。總部設於台中工業區。東信電訊原為東元電機的轉投資公司，後於2004年6月11日由台灣大哥大所購併。

## 沿革
- 1996年8月，東元電機、東訊、中國鋼鐵與德國電信合資成立東信電訊，資本額為新台幣20億元，東訊出資40%。
- 1997年8月4日，東信電訊取得中華民國經濟部公司執照，正式成立，以「0931全球大哥大」品牌營運。
- 1999年4月22日，東信電訊股票公開發行，股票代號8196。
- 2000年，東信電訊成立加盟體系，其連鎖店稱為「特約服務中心」。東信電訊同時推出委託國際智家廣告設計的新品牌標誌與連鎖店形象設計。
- 2000年2月，東信電訊取得電路出租執照。
- 2000年7月至2001年7月，東信電訊與東海大學工業工程與經營資訊學系合作完成實驗寬頻網站。
- 2000年9月11日，東信電訊完成新台幣15億元的現金增資案，遠東紡織成為東信電訊的大股東之一。
- 2000年9月29日，東信電訊在台北市南港區召開臨時股東會，改選董監事；隨後舉行新任董事會，黃茂雄連任董事長，董事結構變更為東元電機代表人8位、來來百貨代表人1位、東訊代表人1位、住友商事代表人1位，監察人結構變更為來來百貨代表人1位、東元電機代表人1位、日本電訊（Japan Telecom Company, Ltd.）代表人1位。
- 2000年11月，東信電訊取得同步數位階層(SDH)光纖網路特許執照。
- 2000年11月7日，交通部電信總局公布「八十九年下半年行動電話服務品質評鑑報告」，東信電訊被評鑑為「A-」級。
- 2001年1月，東信電訊推出ISP服務。
- 2001年2月20日，GSM協會在法國坎城舉辦第6屆年度頒獎典禮，東信電訊、喬治亞電信（Geocell Ltd.；喬治亞電信業者）、MTN電信（MTN Networks (PVT) Ltd.；斯里蘭卡電信業者）與Optimus電信（Optimus Telecomunicacoes, S.A.；葡萄牙電信業者；現為NOS）獲頒「最佳社區服務獎」。
- 2003年3月8日，行政院勞工委員會舉辦「九十二年度重視女性人力資源優良事業單位頒獎典禮」，東信電訊成為「重視女性人力資源優良事業單位」獎項創立以來唯一獲獎的電信業者。
- 2004年3月23日，經財政部證券暨期貨管理委員會核可，東信電訊股票停止公開發行。
- 2004年6月11日，台灣大哥大、東元電機與東信電訊簽訂備忘錄，台灣大哥大宣布斥資新台幣24.5億元收購東信電訊67%股權[1]。
- 2004年8月31日，東信電訊召開臨時股東會，全面改選董事及監察人。台灣大哥大董事長蔡明忠及總經理張孝威等6人取得東信電訊5席董事及1席監察人，蔡明忠接任東信電訊董事長，黃特杕續任東信電訊總經理。
- 2006年1月，台灣大哥大透過子公司台亞電訊設立「台亞國際電信股份電信有限公司」，合併東信電訊股份有限公司」：台亞國際電信為存續公司，東信電訊為消滅公司。合併之後，台亞國際電信更名「東信電訊股份有限公司」，為台灣大哥大控有100％股權的孫公司。
- 2008年9月2日，台灣大哥大宣布，東信電訊與泛亞電信正式將品牌併入台灣大哥大，東信電訊與泛亞電信皆成為消滅公司[2]。

## 廣告代言
- 蔡依林
- 周華健